# Gamble on Love
Pour plus de détails, voir Fiche technique et Distribution.
Gamble on Love est un film américain de Jim Balden, sorti en 1982.

## Synopsis
Une quinquagénaire revient à Las Vegas pour diriger le casino que lui a légué son père. Mais sa fonction et son idylle avec l'un des responsables de l'établissement sont difficiles à harmoniser.   

## Fiche technique
- Titre original : Gamble on Love
- Titre français : Gamble on Love
- Réalisation : Jim Balden
- Société de production : Prism Entertainment (États-Unis)
- Pays d'origine :  États-Unis
- Langue de tournage : anglais
- Format : 35 mm — couleur — son monophonique
- Genre : drame
- Durée : 90 min
- Dates de sortie : 1982

## Distribution
- Beverly Garland
- Louis Jourdan
- Ellen Crawford
- Gary Wood